# Robbin Sellin
Robbin Johan Mathias Sellin (Norrtälje, 12 aprile 1990) è un ex calciatore svedese, di ruolo centrocampista.

## Carriera

### Club
Fino all'età di 15 anni ha praticato due sport, il calcio e l'hockey su ghiaccio.
È cresciuto nei settori giovanili di Norrtälje e Djurgården, ma non ha mai rappresentato questi club in prima squadra.
La sua prima parentesi da senior è stata al Brage, con cui ha conquistato la promozione in Superettan al suo primo anno in biancoverde. Dopo altri due campionati e mezzo disputati nella serie cadetta, è stato ceduto al GIF Sundsvall nell'estate 2012 a stagione in corso, per il suo debutto personale nel massimo campionato svedese. A fine stagione la squadra è retrocessa in Superettan, ma Sellin è rimasto a far parte della rosa. Nel 2015 è tornato a calcare i campi della massima serie, sempre con il GIF Sundsvall.
Nel gennaio 2017 si è trasferito all'IFK Mariehamn, squadra delle isole Åland (di madrelingua svedese), che al termine del precedente campionato si era laureata campione di Finlandia per la prima volta.
Nel 2018 è invece tornato a giocare in Svezia, nella seconda serie, ingaggiato dal Brage, sua vecchia squadra tra il 2009 e l'estate 2012.
Si è ritirato dal calcio giocato all'età di 31 anni al termine del campionato di Superettan 2021.

### Nazionale
Tra il 2006 e il 2007 ha avuto modo di vestire la maglia della Nazionale Under-17 e di quella Under-19.